# Kabinett Brnabić III
Das Kabinett Brnabić III bildete vom 26. Oktober 2022 bis zum 20. März 2024 die Regierung von Serbien. Sie war bis zum Amtsbeginn der neuen Regierung am 2. Mai 2024 kommissarisch im Amt. 
| Amt/Ressort                                             | Bild | Name                                                       | Partei                        |
| ------------------------------------------------------- | ---- | ---------------------------------------------------------- | ----------------------------- |
| Ministerpräsidentin                                     |      | Ana Brnabić (bis 20. März 2024)                            | SNS                           |
| Ministerpräsidentin                                     |      | Ivica Dačić (kommissarisch, 20. März 2024 bis 2. Mai 2024) | SPS                           |
| stellvertretende Ministerpräsidenten                    |      | Ivica Dačić                                                | SPS                           |
| stellvertretende Ministerpräsidenten                    |      | Maja Gojković                                              | SNS                           |
| stellvertretende Ministerpräsidenten                    |      | Miloš Vučević                                              | SNS                           |
| stellvertretende Ministerpräsidenten                    |      | Siniša Mali                                                | SNS                           |
| Finanzen                                                |      | Siniša Mali                                                | SNS                           |
| Wirtschaft                                              |      | Rade Basta (bis 22. Juni 2023)                             | JS (bis 2023) PEP (seit 2023) |
| Wirtschaft                                              |      | Siniša Mali (22. Juni 2023 bis 6. September 2023)          | SNS                           |
| Wirtschaft                                              |      | Slobodan Cvetković (ab 6. September 2023)                  | SPS                           |
| Land-, Forst- und Wasserwirtschaft                      |      | Jelena Tanasković                                          | Parteilos                     |
| Umweltschutz                                            |      | Irena Vujović                                              | SNS                           |
| Bau, Verkehr und Infrastruktur                          |      | Goran Vesić                                                | SNS                           |
| Bergbau und Energie                                     |      | Dubravka Đedović                                           | Parteilos                     |
| Handel                                                  |      | Tomislav Momirović                                         | SNS                           |
| Justiz                                                  |      | Maja Popović                                               | Parteilos                     |
| öffentliche Verwaltung und kommunale Selbstverwaltung   |      | Aleksandar Martinović                                      | SNS                           |
| Menschen- und Minderheitenrechte und sozialen Dialog    |      | Tomislav Žigmanov                                          | DSHV                          |
| Inneres                                                 |      | Bratislav Gašić                                            | SNS                           |
| Verteidigung                                            |      | Miloš Vučević                                              | SNS                           |
| Auswärtiges                                             |      | Ivica Dačić                                                | SPS                           |
| europäische Integration                                 |      | Tanja Miščević                                             | Parteilos                     |
| Bildung                                                 |      | Branko Ružić (bis 29. Mai 2023)                            | SPS                           |
| Bildung                                                 |      | Đorđe Milićević (31. Mai 2023 bis 25. Juli 2023)           | SPS                           |
| Bildung                                                 |      | Slavica Đukić Dejanović (seit 25. Juli 2023)               | SPS                           |
| Gesundheit                                              |      | Danica Grujičić                                            | Parteilos                     |
| Arbeit, Beschäftigung, Veteranen- und Sozialpolitik     |      | Nikola Selaković                                           | SNS                           |
| Familienfürsorge und Demografie                         |      | Darija Kisić                                               | SNS                           |
| Sport                                                   |      | Zoran Gajić                                                | Parteilos                     |
| Kultur                                                  |      | Maja Gojković                                              | SNS                           |
| ländliche Wohlfahrt                                     |      | Milan Krkobabić                                            | PUPS                          |
| Wissenschaft, technologische Entwicklung und Innovation |      | Jelena Begović                                             | Parteilos                     |
| Tourismus und Jugend                                    |      | Husein Memić                                               | SDPS                          |
| Information und Telekommunikation                       |      | Mihailo Jovanović                                          | Parteilos                     |
| öffentliche Investitionen                               |      | Marko Blagojević                                           | Parteilos                     |
| Minister ohne Geschäftsbereich                          |      | Novica Tončev                                              | SPS                           |
| Minister ohne Geschäftsbereich                          |      | Đorđe Milićević                                            | SPS                           |
| Minister ohne Geschäftsbereich                          |      | Edin Đerlek                                                | SPP                           |